# Alloco

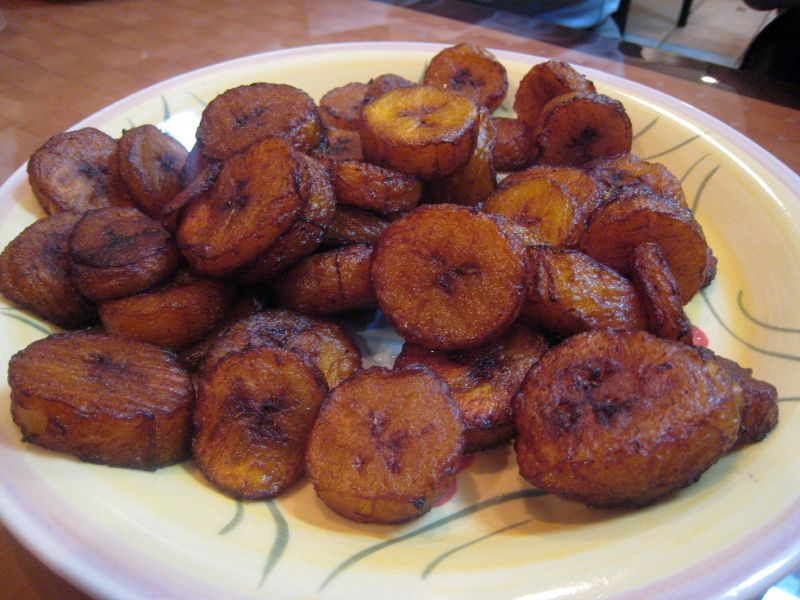
Een bord alloco

Alloco is een snack uit Ivoorkust, gemaakt van gebakken bakbanaan.
Alloco wordt meestal geserveerd met chilipeper en uien. Het gerecht is populair in Ivoorkust en naburige landen. De snack wordt verkocht door straatverkopers.